# Бентли, Элизабет
Элизабет Бентли (англ. Elizabeth Terrill Bentley; 1908—1963) — член Компартии США, агент ИНО НКВД (1938—1945), двойной агент.

## Биография
Родилась 1 января 1908 года в городе Нью-Милфорд (штат Коннектикут) в семье торговца Чарльза Бентли (англ. Charles Prentiss Bentley) и школьной учительницы Мэй Туррилл (англ. May Charlotte Turrill). В 1915 году её родители переехали в Итаку, штат Нью-Йорк, в 1920 году — в McKeesport, штат Пенсильвания, затем — в Рочестер, штат Нью-Йорк.
Девочка училась в колледже Vassar College, который окончила в 1930 году, выучив английский, итальянский и французский языки. В 1933 году, во время обучения в аспирантуре Колумбийского университета, она заслужила стипендию для обучения во Флорентийском университете. Находясь в Италии, увлеклась политической деятельностью, примкнув к студенческой фашистской организации Gruppo Universitario Fascista. Под влиянием сотрудника университета Maриа Каселла, антифашиста, с которым у неё был роман, Элизабет примкнула к антифашистскому течению. Вернувшись в США и получив степень магистра в Колумбийском университете, она участвовала в организации American League Against War and Fascism, созданной в 1933 году компартией США. Узнав, что многие члены этой организации были также членами Коммунистической партии США, она в марте 1935 года вступила в партию.
Работу в качестве шпиона Элизабет Бентли начала по собственной инициативе. В 1938 году она работала в итальянской библиотеке в Нью-Йорке, которая пропагандировала итальянский фашизм в США. Питая неприязнь к фашизму, сама сообщила в штаб-квартиру Коммунистической партии США о желании шпионить за фашистами. Коммунисты приняли её предложение и познакомили Элизабет с одним из руководителей своей партии — Яковом Голосом, эмигрировавшим в США после побега из российской ссылки в 1909 году. Впоследствии они, не регистрируя свой брак, стали жить вместе. Бентли полагала, что работает для американской компартии, на самом деле помогая разведке Советского Союза, где она получила кодовое имя «Умница».
В 1940 году Министерство юстиции США, действуя на основании Закона о регистрации иностранных агентов, заставило Голоса зарегистрироваться в качестве агента советского правительства. После этого его дальнейшие контакты с подконтрольными ему шпионами и получение от них документов стало представлять собой опасность, и он постепенно передал эту работу Элизабет. Также Голос хотел, чтобы кто-то занимался управлением компании United States Service and Shipping Corporation — подставной организации для осуществления Коминтерном разведывательной деятельности в США. Элизабет взяла на себя и это. Она никогда не получала непосредственных выплат за свою шпионскую деятельность, однако её ежемесячная зарплата вице-президента United States Service and Shipping Corporation со временем стала составлять значительную для того времени сумму в 800 долларов (эквивалентно 13 974 долларам в 2017 году).
Большинство контактов Элизабет Бентли были в среде юристов и государственных служащих, которых впоследствии назовут Silvermaster group — сеть шпионов вокруг Натана Сильвермастера. Эта сеть стала одной из самых разветвлённых и важных для советской разведки. В это время СССР и США были союзниками во Второй мировой войне, и большая часть информации группы Сильвермастера собиралась для СССР в борьбе против фашистской Германии, включая данные об открытии второго фронта в Европе.
Когда в конце 1943 года с Яковом Голосом случился сердечный приступ, Элизабет взяла на себя многие функции, выполняемые им. Она продолжила шпионскую деятельность с новым агентом СССР — Исхаком Ахмеровым. В этот период, по свидетельству самой Бентли, она снабжала секретной информацией многих высокопоставленных лиц в СССР, пользуясь сетью примерно из двадцати шпионов. Но смерть Голоса негативно повлияла на Элизабет Бентли — она стала страдать от приступов депрессии, появились проблемы с алкоголем, при этом она находилась под давлением со стороны советской разведки. В 1945 году у неё начался роман с человеком, которого она стала подозревать в работе то ли на ФБР, то ли на СССР. В августе 1945 года Бентли отправилась в офис ФБР в Нью-Хейвене, Коннектикут, где встретилась с его руководителем, но не стала сразу рассказывать о своей деятельности. Положение её ухудшалось, в сентябре 1945 года она познакомилась с Анатолием Горским, последним своим шефом из НКВД, отношения с которым складывались трудно. Скоро один из агентов Бентли — Луис Франсис Буденц, редактор одной из газет компартии, — вышел из этой игры, и под угрозой провала своей деятельности Элизабет приняла окончательное решение перейти на сторону правительства США.
В ноябре 1945 года Элизабет попала на встречу с главой ФБР Эдгаром Гувером. Рассказав о своем сотрудничестве с НКВД и выдав часть своих коллег, она согласилась работать двойным агентом. Далее для Бентли настала череда разбирательств — она предстала по настоянию Генерального прокурора США Тома Кларка перед Большим жюри, подробности её деятельности стали просачиваться в прессу, в июле 1948 года она встретилась с корреспондентами газеты New York World-Telegram, которая написала о ней. 31 июля 1948 года она предстала перед Комиссией по расследованию антиамериканской деятельности. Выяснение вины Бентли было долгим и сложным, так как своей деятельностью она задела достаточно высокопоставленных лиц. Сама же она настаивала на своей невиновности, всё сваливая на Якова Голоса и НКВД, завербовавших её. Дело Элизабет Бентли имело широкий резонанс в американском обществе, когда в стране наступало время маккартизма.
Благодаря Киму Филби, который спустя день или два после того, как Бентли дала показания ФБР, отправил в Москву донесения с перечнем всех раскрытых ею агентов, советской разведке удалось минимизировать потери. Тем не менее советская разведка была вынуждена спешно отозвать в Москву большинство своих раскрытых сотрудников, и её деятельность в США была заморожена на 2—3 года.
После раскрытия своей шпионской деятельности Элизабет Бентли ещё много лет участвовала в разбирательствах и давала показания различным государственным органам. Периодические консультации с ФБР стали чертой остальной части её жизни. Бентли занималась секретарской работой, затем работала в различных учебных заведениях, часто приглашалась для чтения лекций о коммунистической угрозе.
Умерла 3 декабря 1963 года от рака желудка в больнице Grace-New Haven Hospital города Нью-Хейвена в одноимённом округе штата Коннектикут. Была похоронена на кладбище Holy Trinity Cemetery города Уоллингфорд (Коннектикут). В некоторых нью-йоркских и вашингтонских газетах были напечатаны некрологи.
Бентли успела опубликовать свою автобиографическую книгу Inside the Russian Spy Organization.